# 福井県警察
福井県警察（ふくいけんけいさつ、英称：Fukui Prefectural Police）は、警察法第36条により福井県に置かれた警察組織。警察法第38条により福井県公安委員会の管理を受ける。給与支払者は福井県知事。
福井県内を管轄区域とし、福井県警と略称する。中部管区警察局管内。

## 沿革
- 1881年（明治14年）2月　福井県が設置。福井県庁に警察本署を設置。
- 1886年（明治19年）7月　福井県警察本部に改称。
- 1890年（明治23年）10月　福井県警察部に改称。
- 1905年（明治38年）4月　福井県第四部に改称。
- 1907年（明治40年）7月　福井県警察部に改称。
- 1925年（大正14年）4月　特別高等課（特別高等警察）を設置。
- 1945年（昭和20年）10月　特別高等警察が廃止。
- 1946年（昭和21年）3月　公安課（公安警察）を設置。
- 1948年（昭和23年）3月7日 - 旧警察法施行に伴い、福井県警察部が廃止され、国家地方警察福井県本部と、福井市警察などの自治体警察に分割される。
- 1954年（昭和29年）7月1日 - 新警察法施行に伴い、福井県警察に再編成される。
  - 発足当初は福井・高志・松岡・大野・勝山・丸岡・金津・三国・丹生・鯖江・粟田部・武生・敦賀・小浜の14署体制[1]。
- 1957年（昭和32年）1月10日 - 高志警察署を廃止、管轄区域を福井・松岡・丸岡の各署へ移管[2]。また、粟田部警察署を今立警察署に改称[3]。
- 1960年（昭和35年） - 福井県庁西側に独立の警察本部庁舎新設。
- 1979年（昭和54年）9月1日 - 福井南警察署を開署[4]。
- 1988年（昭和63年）7月8日 - 現在地（福井城址）に庁舎新築[5]。
- 2004年（平成16年）3月1日 - 金津警察署をあわら警察署に改称。
- 2005年（平成17年）10月1日 - 武生警察署を越前警察署に改称。
- 2006年（平成18年）
  - 2月13日 - 松岡警察署を永平寺警察署（当時）に改称。
  - 3月20日 - 丸岡警察署を坂井警察署、三国警察署を坂井西警察署にそれぞれ改称。
- 2008年（平成20年）4月1日 - 丹生警察署を鯖江警察署に、今立警察署を越前警察署にそれぞれ統合[6]。
- 2013年（平成25年）4月1日 - 永平寺警察署を福井警察署に統合[7]。
- 2025年4月14日-警察史上最悪の冤罪事件となった「大川原化工機事件」に警察庁外事課企画官（立件後の令和2年8月には警視庁公安部第一課長に着任）として関与していた増田美希子が福井県警初の女性本部長として着任した。

## 本部組織[8]

### 警務部

#### 総務課
- 秘書係
- 渉外係
- 公安委員会事務室
  - 公安委員会事務係
- 取調べ監督室
  - 取調べ監督係

#### 県民サポート課
- 広報(第一係・第二係)
- 情報公開・相談室
  - 情報公開(第一係・第二係)
  - 警察安全相談係
- 被害者支援室（福井市宝永三丁目、本部葵分庁舎）
  - 被害者支援係

#### 警務課
- 警務総務係

- 企画室
  - 企画(第一係・第二係)
- 人事管理室
  - 人事(第一係・第二係)
  - 採用係
  - 給与係
- 装備管理室
  - 装備係
- 人材育成室
  - 教養係
  - 術科指導(第一係・第二係)

#### 会計課
- 予算係
- 契約(第一係・第二係)
- 施設管理室
  - 管財(第一係・第二係)
  - 営繕係
- 監査室
  - 監査企画係
  - 監査出納(第一係・第二係)

#### 厚生課
- 共済・福利(第一係・第二係)
- 健康管理室
  - 健康管理係

#### 監察課
- 表彰係
- 苦情係
- 訟務係
- 監察(第一係・第二係)

#### 留置管理課
- 総務係
- 企画指導(第一係・第二係)
- 護送(第一係・第二係)
- 機動直轄係
- 留置管理(第一係・第二係)
- 看守(第一係～第三係)
- 女性看守(第一係～第三係)

#### 情報技術企画課
- 情報技術企画係
- 情報セキュリティ係
- システム開発センター室
  - 開発運用(第一係・第二係)
- 照会センター室
  - 照会(第一係～第三係)

### 生活安全部

#### 生活安全企画課
- 生活安全総務(第一係・第二係)
- 企画指導係
- 犯罪防止対策室
  - 犯罪防止対策係
  - 特殊詐欺防止対策係
- 生活安全許認可センター室
  - 保安係
  - 営業(第一係・第二係)
  - 警備業係

#### 地域指導課
- 地域企画係
- 地域指導係
- 職務質問指導係
- 通信指令室
  - 指令企画指導係
  - 通信指令係
- 水上警察隊（敦賀市元町、敦賀警察署神宮前交番併設）
  - 水上警察係：敦賀港常駐の警察艇「わかさ」[9]を運用
- 鉄道警察隊（福井市中央一丁目、JR福井駅構内）
  - 鉄道警察係
  - 敦賀分駐所（敦賀市津内、敦賀駅構内）

#### 人身安全・少年課
- 企画指導係
- 少年サポートセンター室
  - 児童虐待対策係
  - 少年相談係
  - 少年補導係
- 人身安全対策室
  - 人身安全対策(第一係～第三係)
- 少年相談室（福井市宝永三丁目、本部葵分庁舎）

#### 生活環境課
- 総務係
- 指導係
- 生活経済係
- 福祉犯係
- 生活安全特別捜査隊
  - 生活安全特捜(第一係～第三係)

#### サイバー犯罪対策課
- サイバー戦略室
  - 指導分析係
  - サイバー捜査支援係
  - サイバー犯罪特捜(第一係・第二係)
  - サイバー戦略(第一係・第二係)

#### 機動警察隊（丹生郡越前町西田中三丁目、鯖江警察署丹生分庁舎）[10]
- 総務係
- 企画指導(第一係・第二係)
- 第一小隊
- 第二小隊
- 第三小隊
- 第四小隊

### 刑事部

#### 刑事企画課
- 刑事総務(第一係・第二係)
- 企画係
- 指導(第一係・第二係)

#### 捜査支援分析課
- 企画係
- 統計係
- 分析(第一係・第二係)
- 画像解析係
- 手口係
- 捜査支援(第一係・第二係)

#### 捜査第一課
- 強行犯係
- 性犯罪捜査係
- 性犯罪特捜係
- 強行犯特捜(第一係・第二係)
- 特殊犯係
- 科学捜査係
- 特殊犯特捜係
- 盗犯係
- 盗犯特捜(第一係～第三係)
- 検視官室 -
  - 検視(第一係～第三係)

#### 捜査第二課
- 知能・選挙係
- 知能・選挙特捜(第一係・第二係)
- 告訴係

#### 組織犯罪対策課
- 情報分析・指導係
- 暴排係
- 暴力団対策室
  - 暴力団対策係
  - 薬物・銃器対策係
  - 匿名・流動型犯罪対策係
  - 薬物・銃器犯罪特捜(第一係～第三係)
  - 暴力団犯罪特捜係
  - 犯罪収益解明係
  - 特殊詐欺対策係
  - SNS型詐欺対策係
  - 特殊詐欺特捜(第一係～第三係)
  - 特殊詐欺連合捜査係
- 国際捜査室
  - 国際捜査係
  - 国際犯罪特捜係

#### 鑑識課
- 機動鑑識(第一係～第三係)
- 足痕跡係
- 写真係
- 指紋(第一係・第二係)

#### 科学捜査研究所
- 法医(第一係・第二係)
- 化学(第一係・第二係)
- 物理係
- 心理係
- 文書係

### 交通部

#### 交通企画課
- 交通総務係
- 企画指導係
- 交通安全戦略推進室
  - 交通安全戦略(第一係・第二係)

#### 交通指導課
- 取締係
- 自転車指導・取締係
- 放置駐車対策係
- 事件指導係
- 交通特捜係
- 福井交通反則通告センター室
  - 通告実施係

#### 交通規制課
- 規制係
- 許可指導係
- 安全施設(第一係・第二係)
- 交通管制センター室
  - 管制係

#### 運転免許課（坂井市春江町針原、福井県運転者教育センター）
- 総務係
- 免許(第一係・第二係)
- 免許システム係、試験(第一係・第二係)
- 奥越分室（大野市新在家、福井県奥越運転者教育センター）
  - 奥越試験免許係
- 丹南分室（越前市余田町、福井県丹南運転者教育センター）
  - 丹南試験免許係
- 嶺南分室（三方上中郡若狭町倉見、福井県嶺南運転者教育センター）
  - 嶺南試験免許係
- 運転者サポートセンター室（坂井市春江町針原、福井県運転者教育センター）
  - 行政処分(第一係・第二係)
  - 講習指導係
  - 高齢運転者支援係

#### 高速道路交通警察隊（福井市稲津町、北陸自動車道福井インターチェンジに隣接）
- 総務係
- 企画指導係
- 敦賀分駐隊（敦賀市井川、北陸自動車道敦賀インターチェンジに隣接）
- 若狭上中分駐隊（三方上中郡若狭町上黒田、舞鶴若狭自動車道若狭上中インターチェンジに隣接）

### 警備部

#### 公安課
- 警備総務係
- 企画係
- 資料係
- 警備犯罪特捜係
- サイバー攻撃対策係
- 情報(第一係～第六係)
- 外事情報室
  - 外事情報(第一係～第三係)

#### 警備課
- 総務係
- 警備実施係
- 警護係
- 危機管理室
  - 災害対策係
  - 危機管理係
  - テロ対策係
- 警察航空隊（坂井市春江町藤鷲塚、福井空港）
  - 飛行係
  - 整備係
- 警衛対策室
  - 警衛総務係
  - 警衛総括係
  - 実施係
  - 警備係
  - 沿道・交通係
  - 通信係

#### 機動隊（福井市荒木新保町）
- 総務係
- 訓練指導係
- 企画・装備係
- 実施第一小隊
- 実施第二小隊

#### 原子力施設警備隊（三方上中郡若狭町倉見）
- 総務係
- 企画係
- 第一小隊
- 第二小隊
- 第三小隊

## 警察署
警察署数は11。警察車両ナンバー地名はすべて「福井」である。
| ※    | 地域 | 地域 | 警察署名称    | 所在地                             | 管轄区域                                                                   | 前身                    |
| ---- | ---- | ---- | ------------- | ---------------------------------- | -------------------------------------------------------------------------- | ----------------------- |
| 福井 | 嶺北 | 福井 | 福井警察署    | 福井市開発五丁目103-1              | 福井市北東部、吉田郡永平寺町                                               |                         |
| 福井 | 嶺北 | 福井 | ∟永平寺分庁舎 | 吉田郡永平寺町松岡吉野堺第14号42-1 | 福井市北東部、吉田郡永平寺町                                               | 松岡警察署→永平寺警察署 |
| 福井 | 嶺北 | 福井 | 福井南警察署  | 福井市江守中町第6号18-2            | 福井市南西部（坂井西警察署の管轄区域を除く）                               |                         |
| 福井 | 嶺北 | 奥越 | 大野警察署    | 大野市友江11-7                     | 大野市                                                                     |                         |
| 福井 | 嶺北 | 奥越 | 勝山警察署    | 勝山市滝波町四丁目402              | 勝山市                                                                     |                         |
| 福井 | 嶺北 | 坂井 | あわら警察署  | あわら市井江葭第35号103            | あわら市                                                                   | 金津警察署              |
| 福井 | 嶺北 | 坂井 | 坂井警察署    | 坂井市丸岡町笹和田第2号9-1         | 坂井市の一部（旧坂井郡丸岡町・坂井町・春江町）                             | 丸岡警察署              |
| 福井 | 嶺北 | 坂井 | 坂井西警察署  | 坂井市三国町緑ケ丘四丁目15-40      | 坂井市の一部（旧坂井郡三国町）、福井市の一部                               | 三国警察署              |
| 福井 | 嶺北 | 丹南 | 鯖江警察署    | 鯖江市下河端町202                  | 鯖江市、丹生郡越前町                                                       |                         |
| 福井 | 嶺北 | 丹南 | ∟丹生分庁舎   | 丹生郡越前町西田中三丁目306        | 鯖江市、丹生郡越前町                                                       | 丹生警察署              |
| 福井 | 嶺北 | 丹南 | 越前警察署    | 越前市日野美二丁目33               | 越前市、今立郡池田町、南条郡南越前町                                       | 武生警察署              |
| 福井 | 嶺北 | 丹南 | ∟今立分庁舎   | 越前市粟田部町一丁目5-2            | 越前市、今立郡池田町、南条郡南越前町                                       | 今立警察署              |
| 福井 | 嶺南 | 二州 | 敦賀警察署    | 敦賀市木崎第12号18-1               | 敦賀市、三方郡美浜町、三方上中郡若狭町のうち旧三方郡三方町の区域           |                         |
| 福井 | 嶺南 | 若狭 | 小浜警察署    | 小浜市遠敷第9号11-1                | 小浜市、大飯郡高浜町・おおい町、三方上中郡若狭町のうち旧遠敷郡上中町の区域 |                         |

### 警察署の再編

#### 第1次
2007年（平成19年）5月14日、県警は14ある警察署を12に再編する計画を発表した。2008年（平成20年）4月1日実施。
- 丹生警察署を鯖江警察署に統合。
- 今立警察署を越前警察署に統合。
  - 統合後の丹生署、今立署の庁舎はそれぞれ鯖江署、越前署の分庁舎として、交番機能のほか、被害届などの受理、交通関係の許認可事務、相談業務は継続している。なお越前署今立分庁舎は2025年（令和7年）に敷地内建替となった。

#### 第2次
2008年（平成20年）12月8日、県警は福井警察署を福井市開発5丁目の県有地に移転した上で、福井署と永平寺警察署を統合する計画を発表した。
同県有地にて営業する住宅展示場との契約が終了した2011年度より建設に着手し、2012年11月26日に移転。永平寺署との統合は2013年4月1日に実施し、従前の永平寺署は福井署の分庁舎として、前述の（旧）丹生署・今立署と同様の業務を引き続き行う。

## ギャラリー

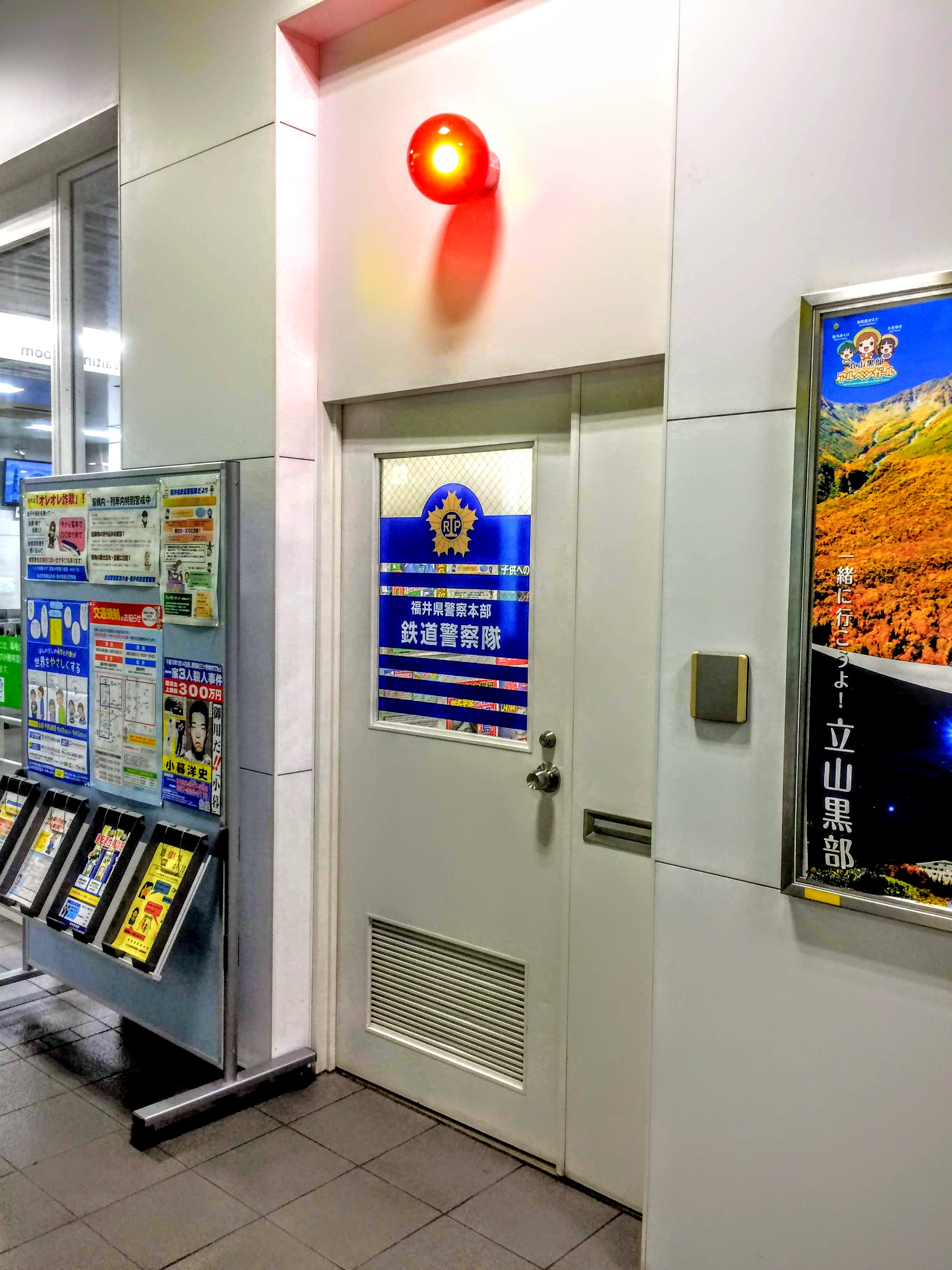
福井駅の鉄道警察隊 （2005 - 2024年所在地のもの)
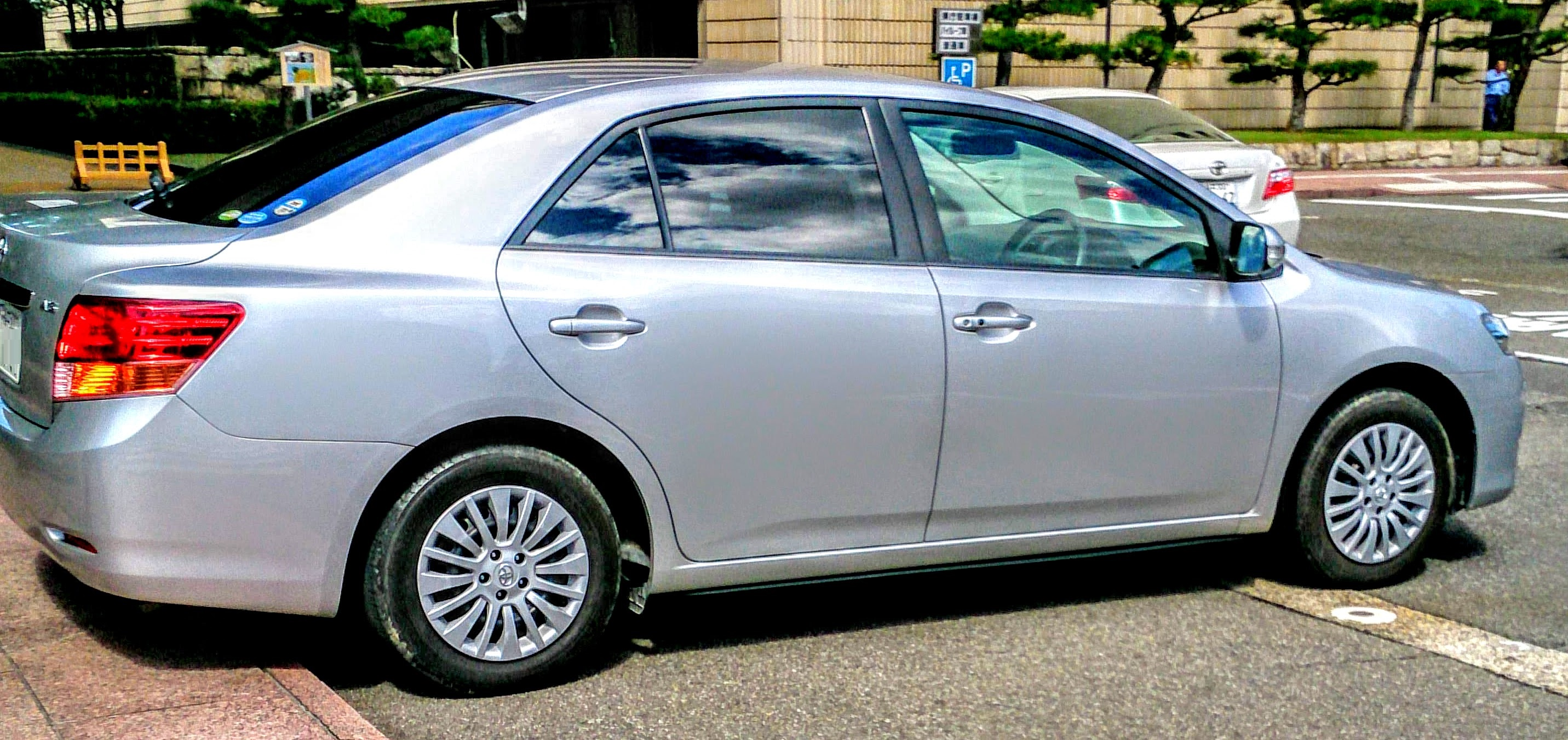
覆面捜査車両（福井県警察本部にて）

## 主な事件
- 福井女子中学生殺人事件

## 不祥事

### 2000年代
- 2006年 - 福井県内在住の男性が暴力団員とトラブルになったことを発端に恐喝の被害に遭うようになり、男性は県警に恐喝容疑での被害届を提出した。ところが翌2007年9月、越前警察署に勤務していた男性警部補が自らが捜査情報の提供を受けていた知人から男性の住所について問い合わせを受け、警部補は求めに応じ、男性の住所を知人に伝えた。この知人が加害者の暴力団員と知り合いだったことから、暴力団員に男性の住所が伝わり、男性は暴力団員から被害届を取り下げるよう迫られるようになった。このため男性は2007年10月に福井警察署に被害届を提出したが、当時県警は警部補と暴力団員との接点を把握しておらず立件できなかった。その後2013年2月になって、男性は県警にさらに問い合わせ、県警は警部補らから事情を聴いたところ、警部補が被害者の情報を漏らしていたことが明らかになった。県警は2013年8月23日に、坂井警察署に転勤していた当該の警部補を停職3か月の懲戒処分とした（警部補は同日付で依願退職）が、男性が被害届を提出していた地方公務員法（守秘義務）違反容疑については、公訴時効（3年）が成立していたため不起訴となった。県警は当時の本部長らも監督責任を問い、処分するとしている[14]。

### 2010年代
- 2013年6月上旬 - 県警の51歳の男性警部が知人の不動産会社役員と共謀し、不動産会社役員の知人の会社役員の男性に対し、「暴力団と交際しているとの投書が来ており、解決するには金が必要」等と言って現金100万円を脅し取ったとして、恐喝容疑で逮捕された[15]。2014年2月26日、福井地方裁判所は元男性警部（＝懲戒免職処分）に懲役2年6月・執行猶予4年（求刑懲役2年6月）の有罪判決を言い渡した[16]。
- 2014年7月 - 大阪府警察本部刑事部捜査第三課の男性巡査部長および、福井県警察本部刑事部捜査第一課の男性巡査部長が強盗事件で逮捕・起訴された被告人に対し、要求に従う形で便宜供与をしたとする内容のメモを渡していたことが判明し、大阪府警および福井県警はこれらの捜査員を所属長注意の懲戒処分とした[17]。
- 2017年9月29日 - 警備部公安課の男性警視（53歳）が勤務時間外にビジネスホテルの部屋に知人女性を呼び出し2人で飲酒した上で、女性を不快にさせる性的な発言をし、体に抱きつくなどのセクハラ行為をしたとして、県警は男性警視を地方公務員法に基づき停職1ヵ月の懲戒処分にした。警視は同日、依願退職した[18]。
- 2018年5月18日 - 越前警察署の男性警部補（30代）が、女性署員の履物のにおいを嗅ぐ目的で同署内の事務室に侵入したとして、5月18日、県警は男性警部補を建造物侵入の疑いで書類送検し、本部長訓戒の懲戒処分とした。男性警部補は容疑を認め、依願退職。県警は監督責任を問い、署長と副署長も口頭で厳重注意の懲戒処分とした[19]。
- 2018年11月28日 - 県警が福井市内で薬物事件の被疑者の男性に任意聴取したが、男性がその場から逃走した際に捜査対象者の個人情報が記載された令状などを紛失していたことが明らかになった。この男性はその後別件で逮捕されたが、県警はこの男性が持ち去った可能性があると見ている[20]。
- 2019年1月25日 - 警察署勤務の男性巡査長（20代）が2018年4月から10月までの間に親睦会費から約170万円を横領していたとし、県警は男性巡査長を停職1ヵ月の懲戒処分とした[21]。
- 2019年11月29日 - 福井警察署の男性警部（50代）が警部補だった2013年春、父親が知人とトラブルとなり、その後父親は知人から約500万円を受け取った。父親は亡くなり県警は11月29日に容疑者死亡のまま恐喝の疑いで書類送検した。トラブルの最中、警部は父親から呼び出され、現場に居合わていたが、恐喝を制止はしなかった。県警は11月29日付で男性警部を本部長訓戒の懲戒処分とし、男性警部は同日依願退職した[22]。

### 2020年代
- 2020年4月28日（処分日） - 男性巡査部長（40代）が嶺南機動隊に所属していた2019年暮れ、原子力施設警備の応援に来ていた他県警の男性警察官（20代）に威嚇ととられかねない行為をしたとして、2020年1月に本部長注意処分を受けた。さらに3月下旬には、異動先の敦賀警察署で、勤務時間中に同僚の男性巡査（20代）を強く叱責し、4月28日、県警は男性巡査部長を本部長訓戒の処分とした[23]。
- 2020年5月 - 警察本部長が福井市内で通行禁止の道路を走行したとして、道路交通法違反（通行禁止）の疑いで摘発され、交通違反切符（青切符）を交付され反則金7,000円を科された[24]。
- 2020年7月31日 - 県警本部の男性巡査（20代）が、暴行や恐喝容疑で書類送検された。被害者である同期の警察官が3月下旬、「最近太ってきた」と男性巡査に相談。男性巡査はトレーニング100回分の指導料20万円を要求。その後、8万円を受け取り、指導していたが、5月上旬に同期の男性警察官からトレーニングについていけないと言われ、残りの指導料を受け取れなくなると思い、恐喝や暴行に及ぶようになったという。巡査は5月8～20日、敦賀市の空き地で被害者の顔を殴り、21日に若狭町で未払いの指導料として12万円を脅し取った。25日には食事の約束をキャンセルされたことに腹を立て2万円を脅し取った。さらに、敦賀市と同県美浜町の往復約二十数キロのランニングを強要したが、片道しか走らなかったため被害者の顔を殴ったという。「遊ぶ金がほしくて恐喝した」と容疑を認めているという。男性巡査は同20日の暴行をスマートフォンで撮影し、会員制交流サイト（SNS）に投稿。知人が動画を見たことから発覚した。県警は7月31日、男性巡査を暴行や恐喝容疑などで書類送検し、停職6ヵ月の懲戒処分とした。男性巡査は同日付で依願退職[25]。
- 2020年8月 - 男性巡査部長（30代）が、県外に出る際に原則必要な届け出をせず、さらに訪問先で起こした自家用車の自損事故を当初、上司に明確に説明しなかった。県警は9月17日、男性巡査部長を本部長訓戒の処分とした[23]。

## その他
- 2007年に、中部管区警察局管内では初めて女性警察官だけの捜査班「女性選抜捜査班」（通称：SWING）を捜査一課内に設置した[26][27]。主に、性犯罪やストーカー行為を専門としており、「女性選抜捜査班」の活動は2011年1月6日のTBS『スパモク!!』で紹介された[28]。
- マスコットに「リューピー君」が起用されている。これは勝山市で発掘されている恐竜をイメージしたものである。